# Estación de Pasteur (Metro de París)
La estación de Pasteur es una estación de las líneas 6 y 12 del metro de París situada en el XV distrito de la ciudad. 

## Historia
La estación de la línea 6 fue abierta el 14 de abril de 1906 como parte de la línea 2 sur, una línea que poco después pasaría a ser la línea 5 y finalmente la 6. Por su parte la estación de la línea 12 data del 5 de noviembre de 1910.
Debe su nombre al importante químico francés Louis Pasteur.

## Descripción

### Estación de la línea 6
Se compone de dos andenes laterales de 75 metros de longitud y de dos vías. 
En dirección a Nation la línea 6 tiene un largo tramo aéreo que concluye en esta estación. Es por lo tanto una estación diseñada en bóveda y revestida de los clásicos azulejos blancos biselados del metro parisino. 
Su iluminación ha sido renovada empleando el modelo vagues (olas) con estructuras casi adheridas a la bóveda que sobrevuelan ambos andenes proyectando la luz en varias direcciones.
La señalización por su parte usa la moderna tipografía Parisine donde el nombre de la estación aparece en letras blancas sobre un panel metálico de color azul. Por último, los asientos de la estación son los modernos Coquille o Smiley, unos asientos en forma de cuenco inclinado para que parte del mismo pueda usarse como respaldo y que poseen un hueco en la base en forma de sonrisa.

### Estación de la línea 12
Se compone de dos andenes laterales de 75 metros de longitud y de dos vías. 
Está diseñada en bóveda elíptica revestida completamente de los clásicos azulejos blancos biselados. La estación conserva la decoración habitual de las estaciones de la compañía Nord-Sud, la creadora de la línea con tramos de color verde adornando la bóveda, el zócalo y los paneles publicitarios.
La señalización es también de estilo Nord-Sud. Se caracteriza por su gran tamaño, donde el nombre de la estación se realiza combinando mosaicos blancos y azules enmarcados por un trazo de color verde, color empleado en las estaciones que tienen correspondencia con otras.
La iluminación es de estilo Motte y se realiza con lámparas resguardadas en estructuras rectangulares de color naranja que sobrevuelan la totalidad de los andenes no muy lejos de las vías. Por último los asientos, que también son de estilo Motte, combinan una larga y estrecha hilera de cemento revestida de azulejos blancos que sirve de banco improvisado con algunos asientos individualizados del mismo color que se sitúan sobre dicha estructura.  
Tanto en la estación de la línea 6 como en la estación de la línea 12 existen sendas exposiciones dedicadas a Pasteur, a la biología y a temas médicos. 

## Accesos
La estación dispone de dos accesos situados en la calle de Vaugirard. El de la línea 6 está catalogado como Monumento Histórico al haber sido construido por Hector Guimard.